# ام‌جی اچ‌اس
ام‌جی اچ‌اس یک کراس‌اوور است که توسط خودروساز چینی سایک موتور تحت برند ام‌جی ساخته شده‌است.این خودرو در سال ۲۰۱۸ به بازار عرضه شد و جایگزین ام‌جی جی‌اس شد.

## بررسی اجمالی
اچ‌اس با دو موتور که شامل یک موتور چهارسیلندر خطی ۱٫۵ لیتری توربو بنزینی با تولید ۱۶۹ اسب بخار قدرت و یک موتور ۲٫۰ لیتری توربو بنزینی چهارسیلندر خطی، با تولید ۲۳۱ اسب بخار قدرت تولید و عرضه شد.

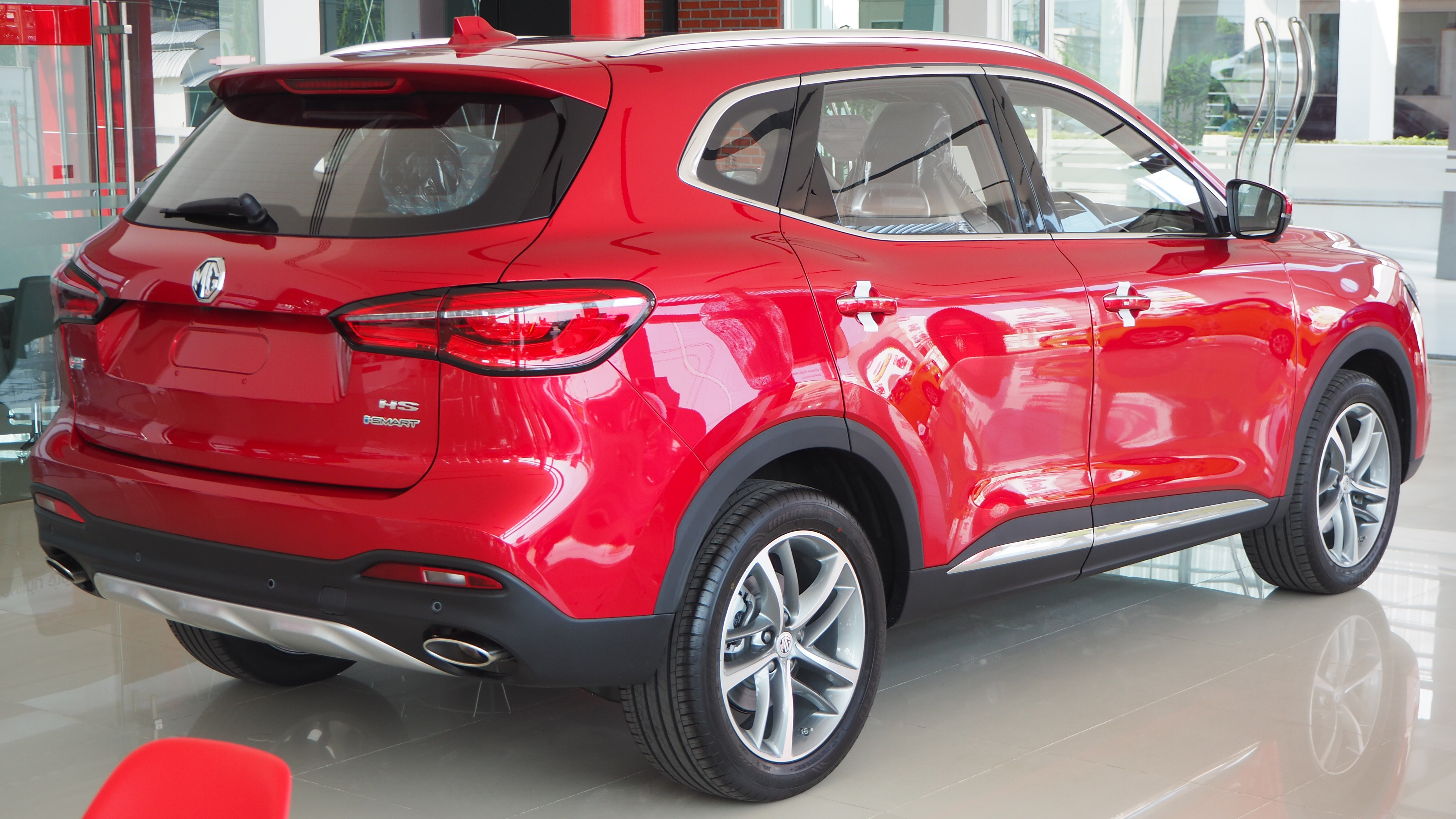
نمای عقب (پیش لیفت، تایلند)
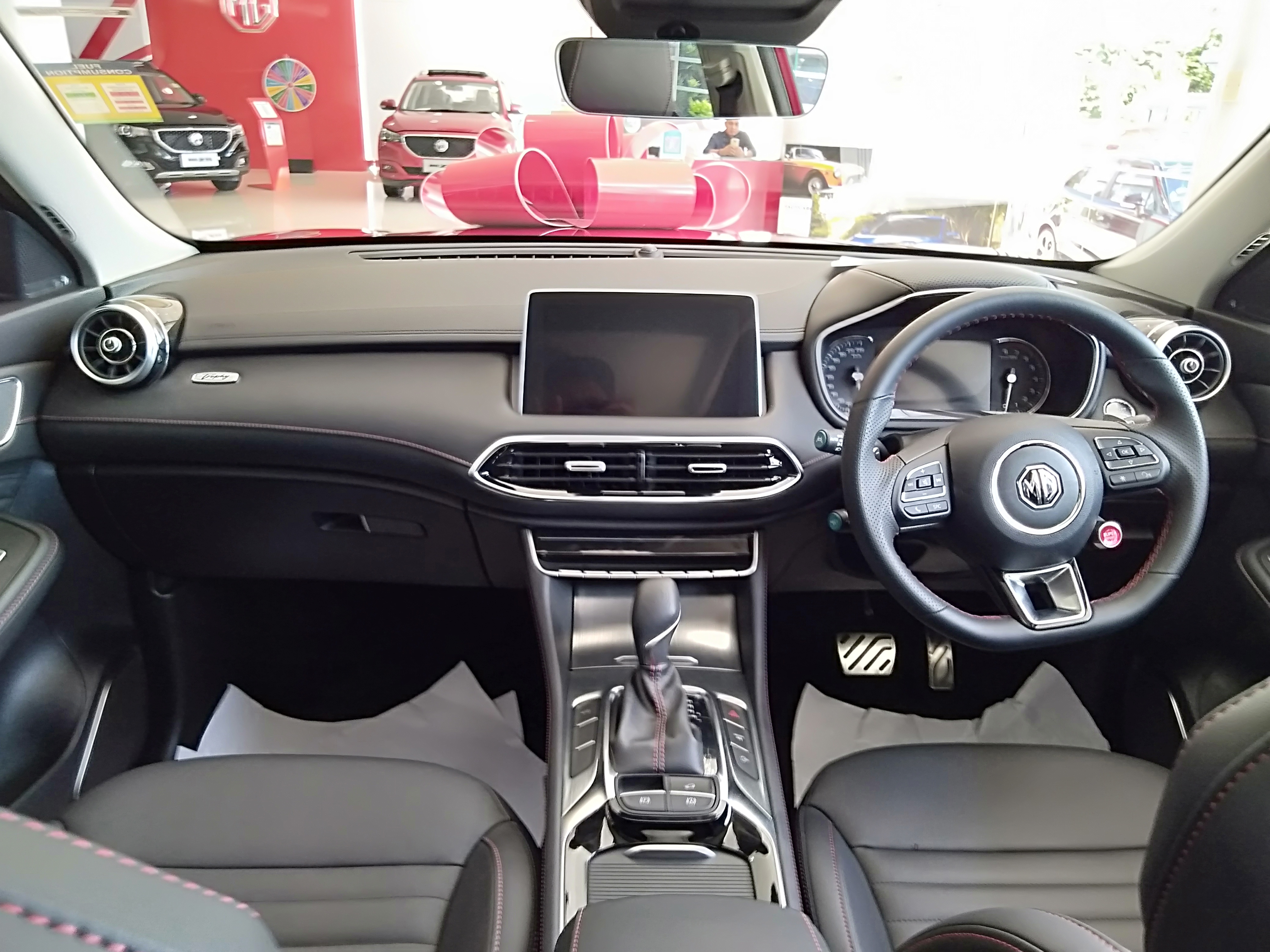
داخلی (برونئی)
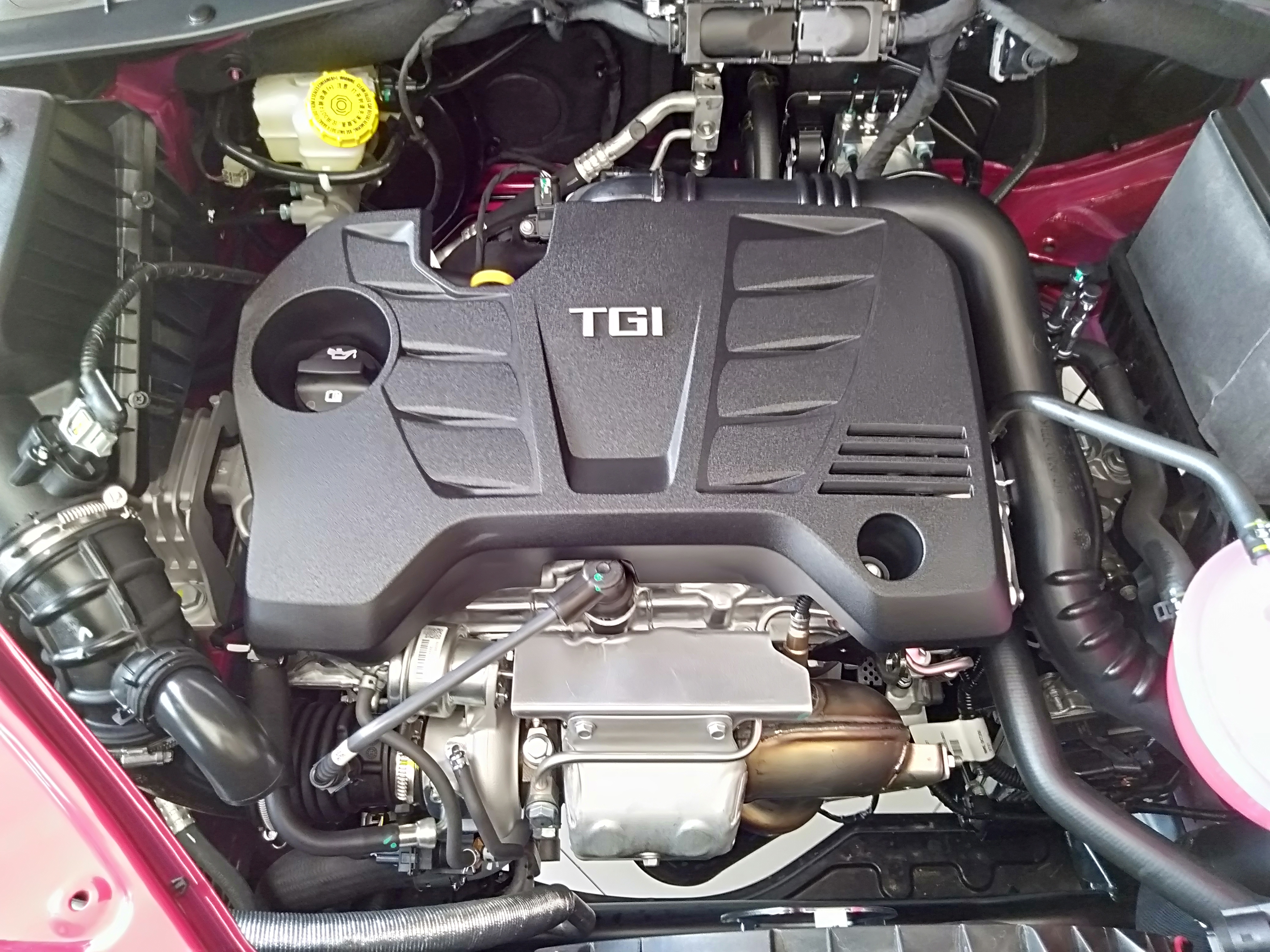
نمای موتور

## ایمنی
اچ‌اس مجهز به سیستم‌های ایمنی نظیر ترمز اضطراری و رادار تغییر لاین، سیستم کروز کنترل تطبیقی، هشت کیسه‌هوا، کنترل ایستایی در سربالایی (HDC)، سیستم ترمز ضد قفل (ABS) و توزیع الکترونیکی نیروی ترمز (EBD) ارائه شده‌است. اچ‌اس در تست‌های یورو ان‌سی‌ای‌پی پنج ستاره ایمنی به‌دست‌آورد.

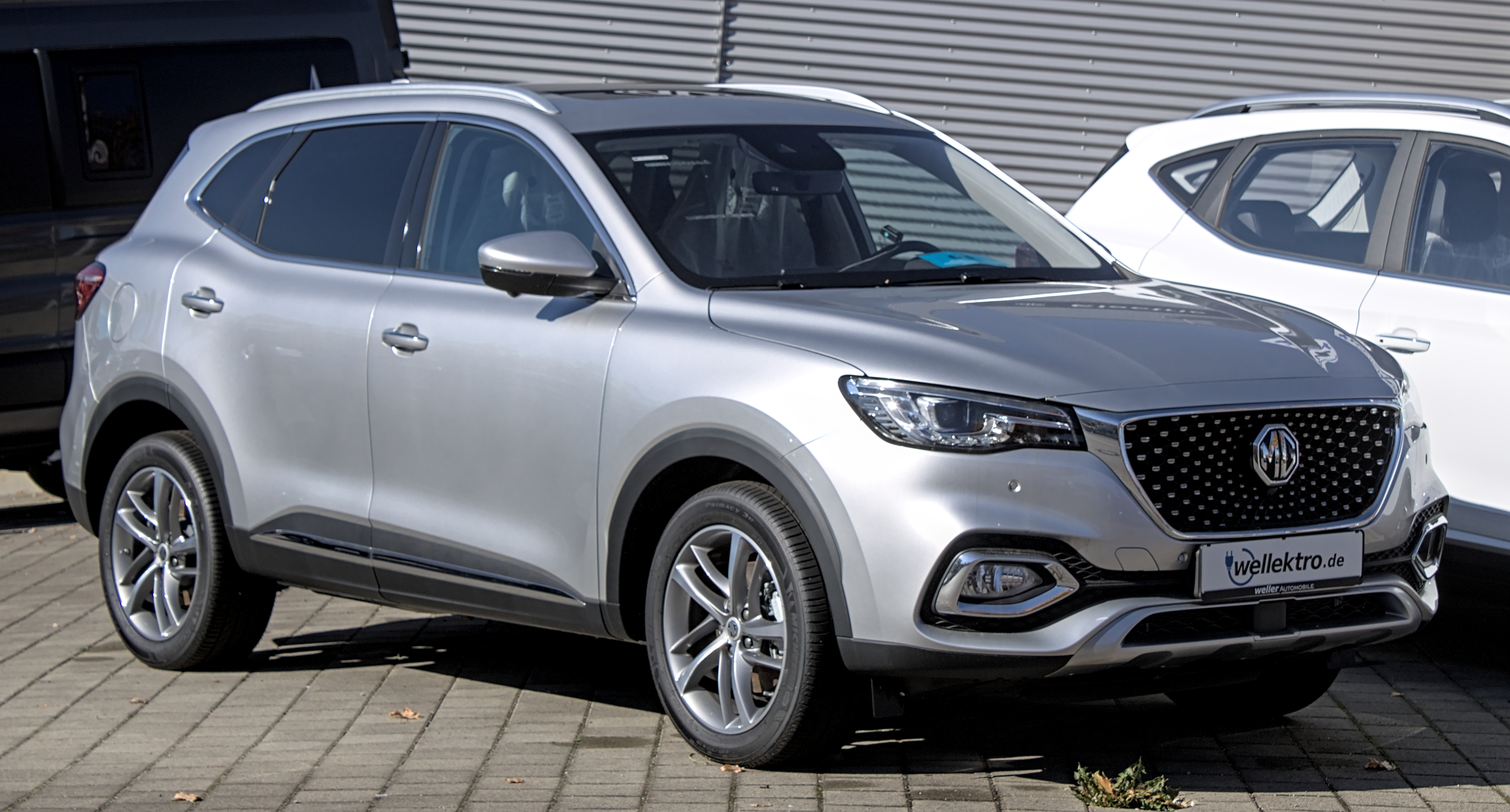
ام‌جی اچ‌اس پلاگین هیبرید ۲۰۲۱ (آلمان) (جلو)
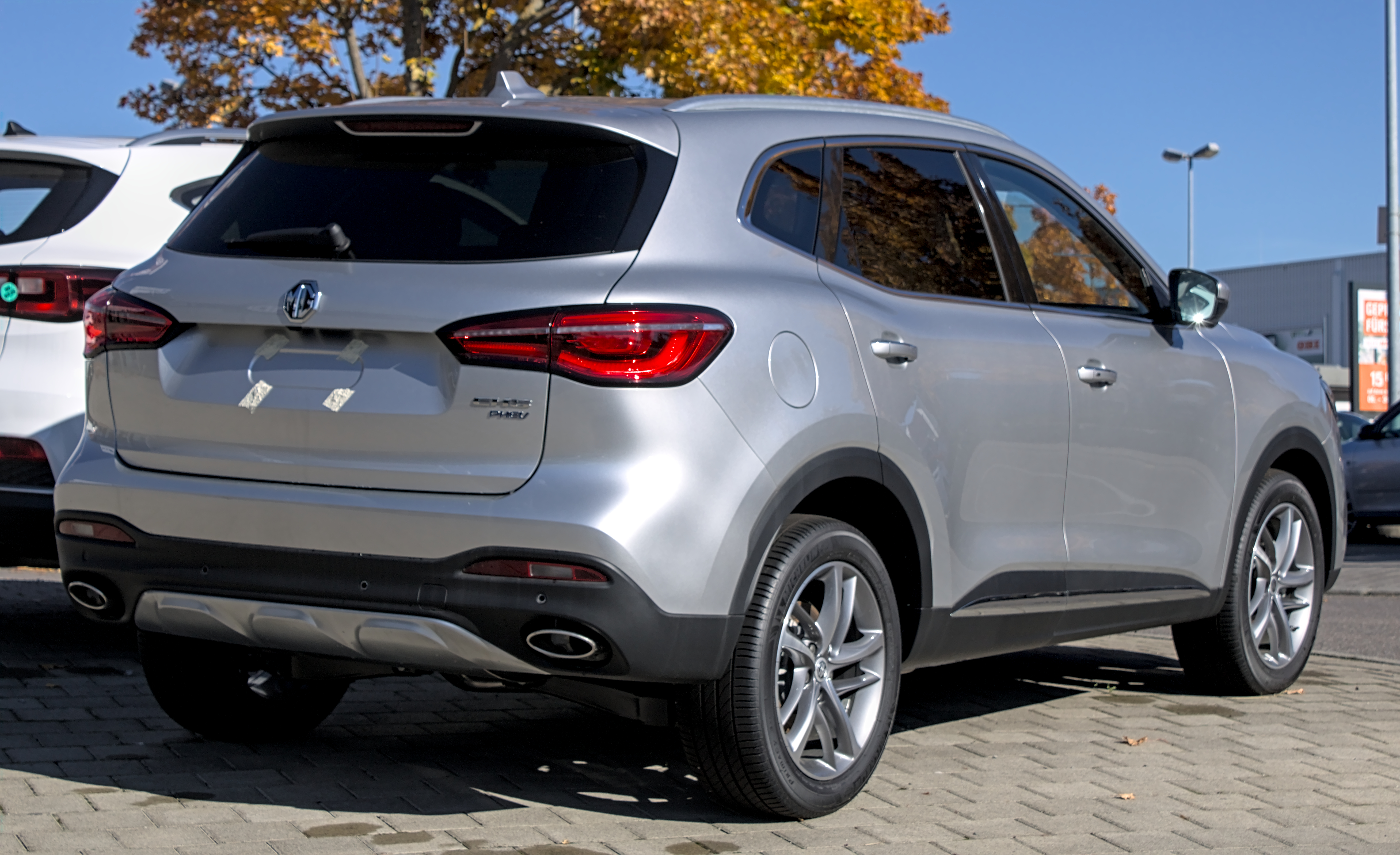
ام‌جی اچ‌اس پلاگین هیبرید ۲۰۲۱ (آلمان) (عقب)

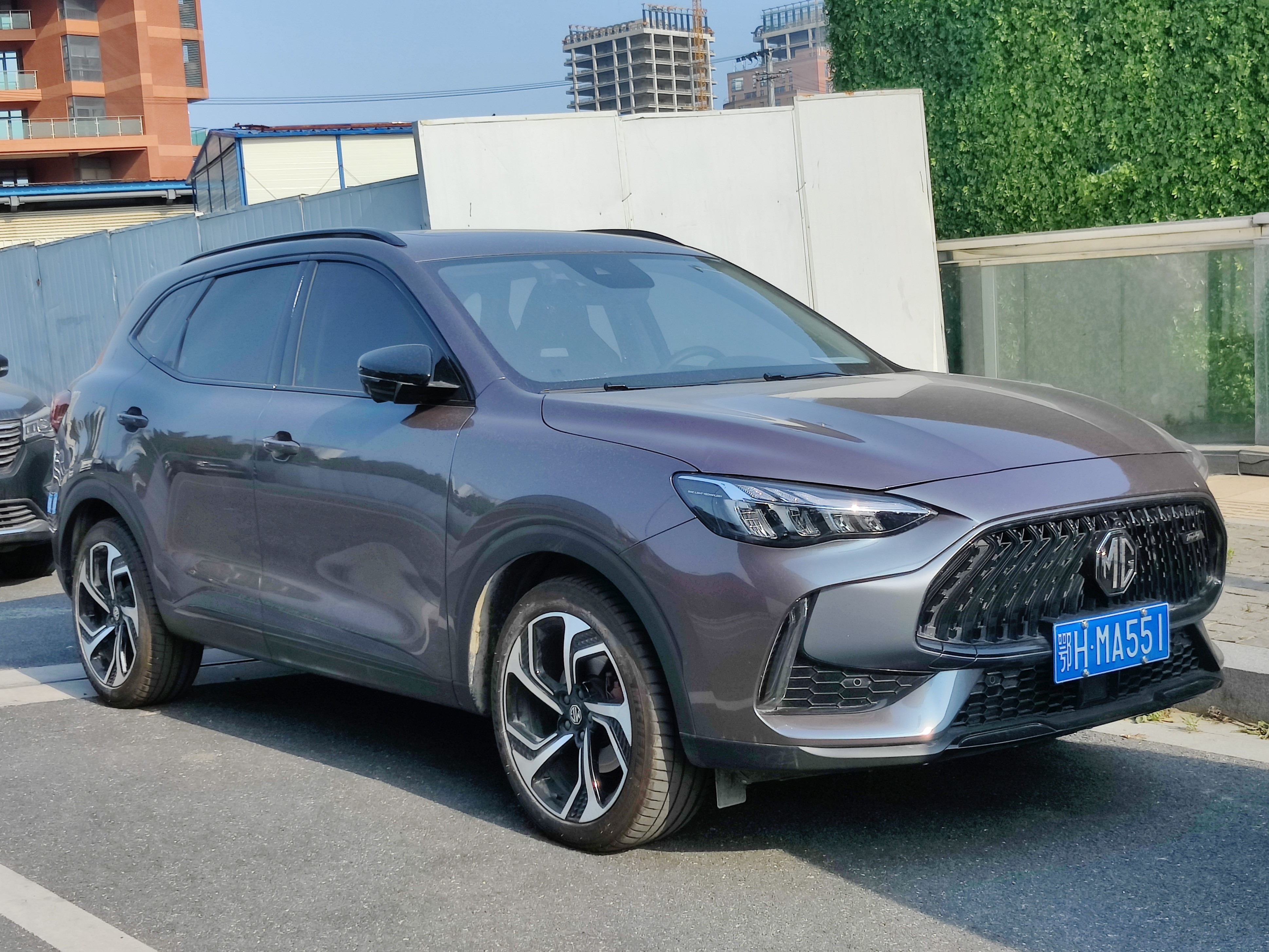
ام‌جی پایلوت (جلو)
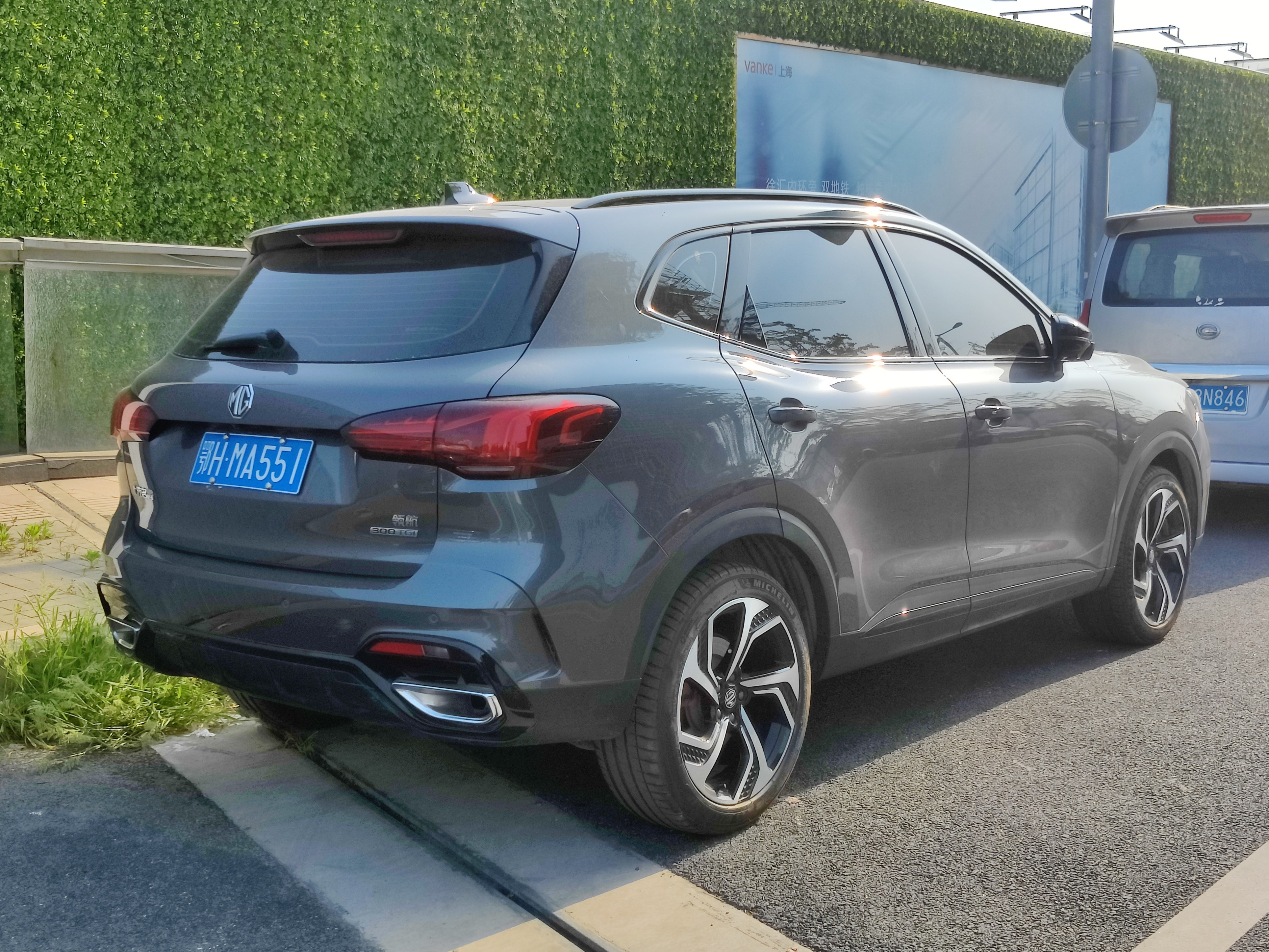
ام‌جی پایلوت (عقب)

## حراجی
| سال تقویمی | چین    | تایلند |
| ---------- | ------ | ------ |
| ۲۰۱۸       | ۱۲۸۱۰  |        |
| ۲۰۱۹       | ۴۳٬۱۶۹ | ۲۰۰۳   |
| ۲۰۲۰       | ۴۹۶۲۸  | ۶۰۰۸   |